# De Dion-Bouton 14 CV

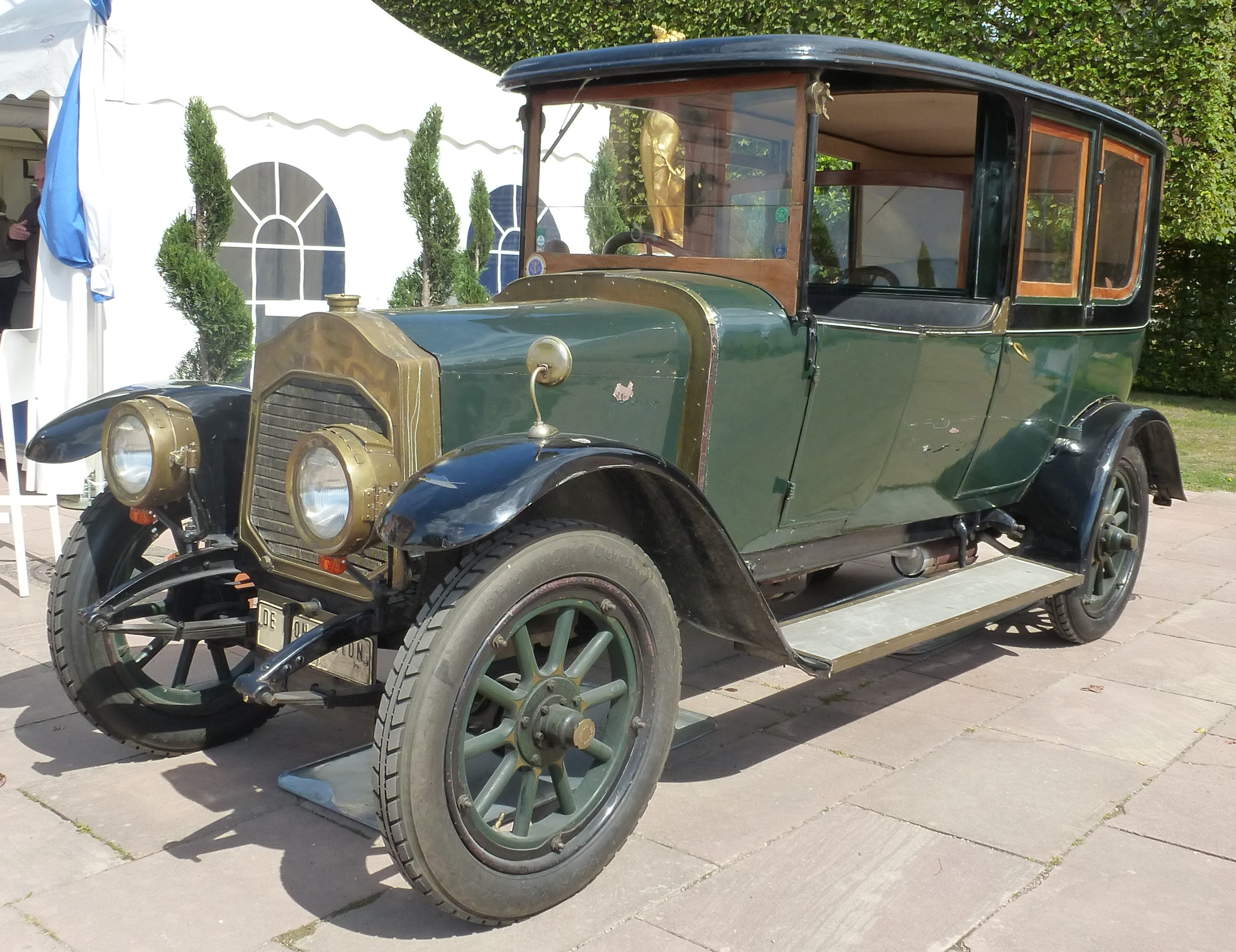
De Dion-Bouton Type CS

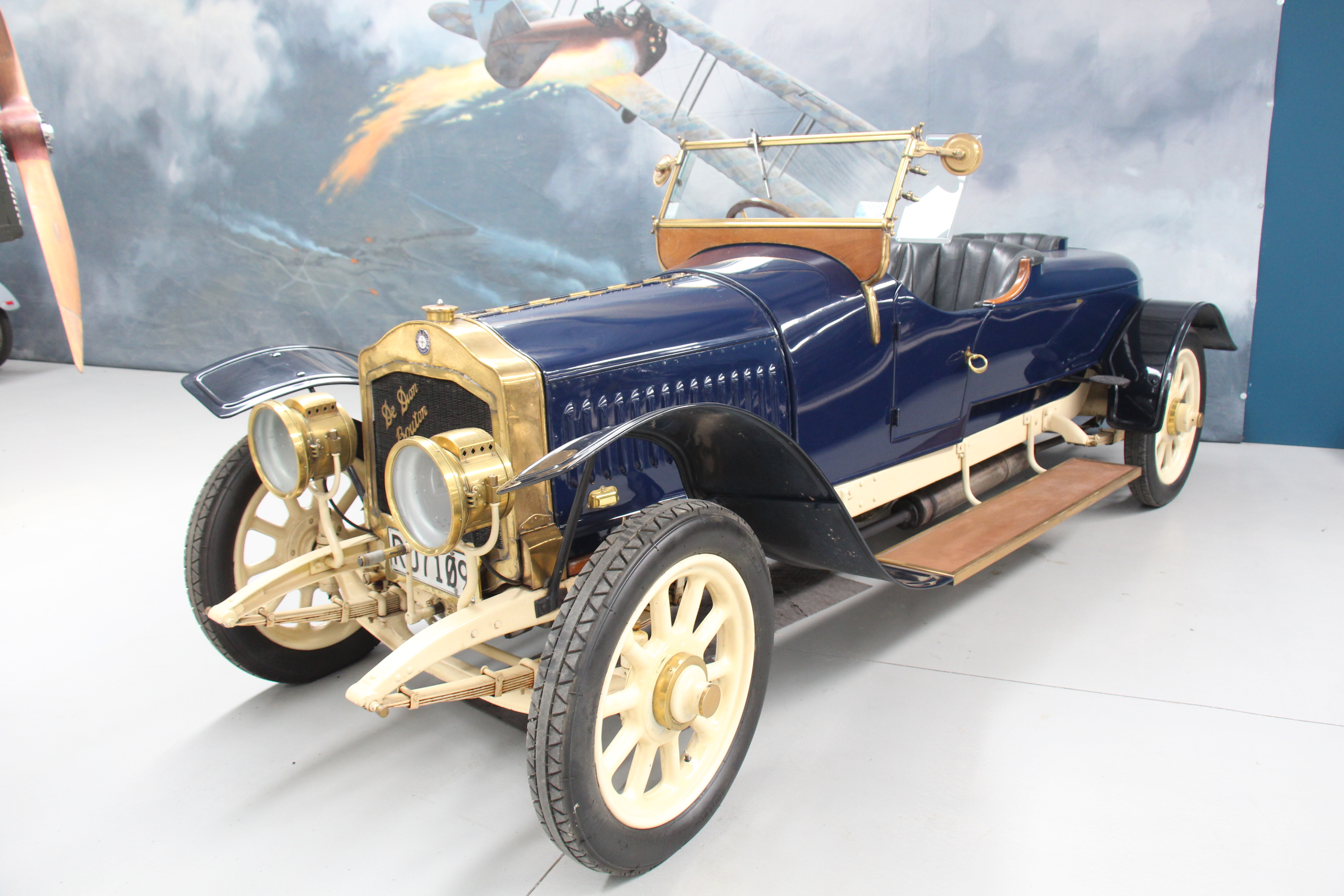
De Dion-Bouton Type DZ

Der De Dion-Bouton 14 CV war eine Pkw-Modellreihe des französischen Automobilherstellers De Dion-Bouton aus der Zeit vor dem Zweiten Weltkrieg. Dabei stand das CV für die Steuer-PS. Zu dieser Modellreihe gehörten:
- De Dion-Bouton Type CG (1909–1910)
- De Dion-Bouton Type CS (1910–1911)
- De Dion-Bouton Type DZ (1912–1913)
- De Dion-Bouton Type EA (1912–1913)
- De Dion-Bouton Type EL (1913–1914)
- De Dion-Bouton Type EM (1913–1914)
- De Dion-Bouton Type FH (1913–1914)
- De Dion-Bouton Type FI (1913–1915)
- De Dion-Bouton Type FL (1913–1915)
- De Dion-Bouton Type LB (1928–1929)